# Дружелюб'я (селище)
Дружелюб'я (рос. Дружелюбие) — селище у Новоусманському районі Воронезької області Російської Федерації.
Населення становить 204 особи (2010). Входить до складу муніципального утворення Рогачовське сільське поселення.

## Історія
Населений пункт розташований у історичному регіоні Чорнозем'я. Від 1929 року належить до Новоусманського району, спочатку в складі Центрально-Чорноземної області, а від 1934 року — Воронезької області.
Згідно із законом від 15 жовтня 2004 року входить до складу муніципального утворення Рогачовське сільське поселення.

## Населення
| 2000 | 2005 | 2008 | 2010 |
| ---- | ---- | ---- | ---- |
| 234  | ↘212 | ↘206 | ↘204 |